# 愛媛県道180号堀江港堀江停車場線
愛媛県道180号堀江港堀江停車場線（えひめけんどう180ごう ほりえこうほりえていしゃじょうせん）は、愛媛県松山市堀江町を通る一般県道である。

## 概要

### 路線データ
- 総延長：0.5 km
- 起点：松山市堀江町（堀江港）
- 終点：松山市堀江町（堀江駅）

## 歴史
- 1923年（大正12年）4月1日 - 愛媛県告示第195号により、堀江港線として県道に認定される[1]。
- 1958年（昭和33年）6月27日 - 愛媛県告示第566号により、現路線名である堀江港堀江停車場線として県道に認定される（整理番号69番）[2]。
- 1972年（昭和47年）3月16日 - 愛媛県が愛媛県道180号堀江港堀江停車場線として認定。

## 地理

### 通過する自治体
- 松山市

### 交差する道路
- 愛媛県道204号長井方堀江線
- 愛媛県道347号平田北条線

### 沿線にある施設など
- まつやま・ほりえ海の駅うみてらす
- JR四国予讃線 堀江駅